# Сульфоніламіни
Сульфоніламіни (англ. sulfonylamines, [sulfimides]) — хімічні сполуки зі структурою RN=S(=O)2. Приміром, N-сульфонілметиламін CH3N=S(=O)2.